# Aruba Ariba

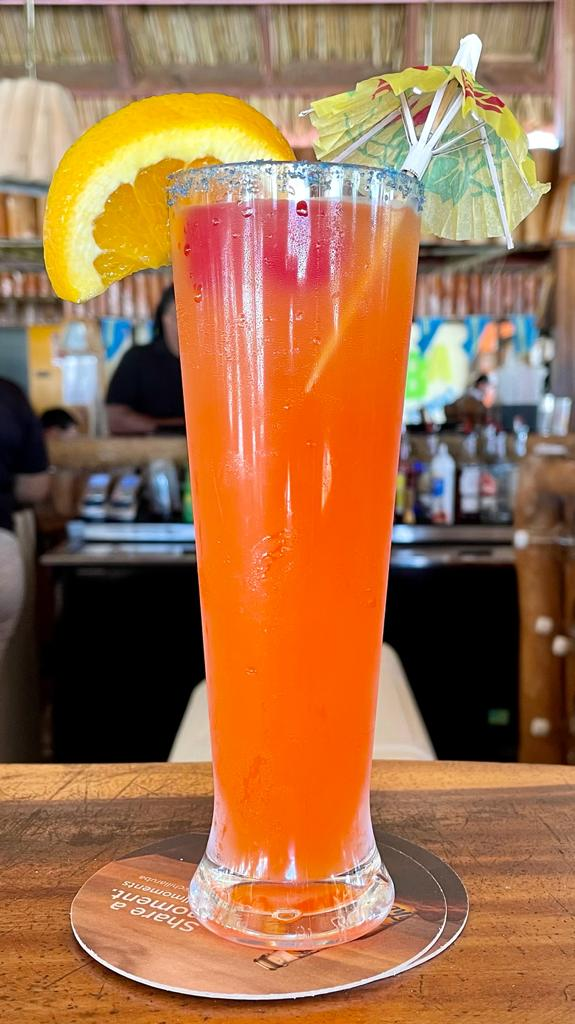
Aruba Ariba cocktail

Een Aruba Ariba is een cocktail ontstaan in Aruba en welke wordt beschouwd als de Arubaanse variant van de Caribische rum punch. De cocktail heeft het predicaat van meest populaire mixdrank in de Arubaanse toeristische industrie.

## Ontstaan

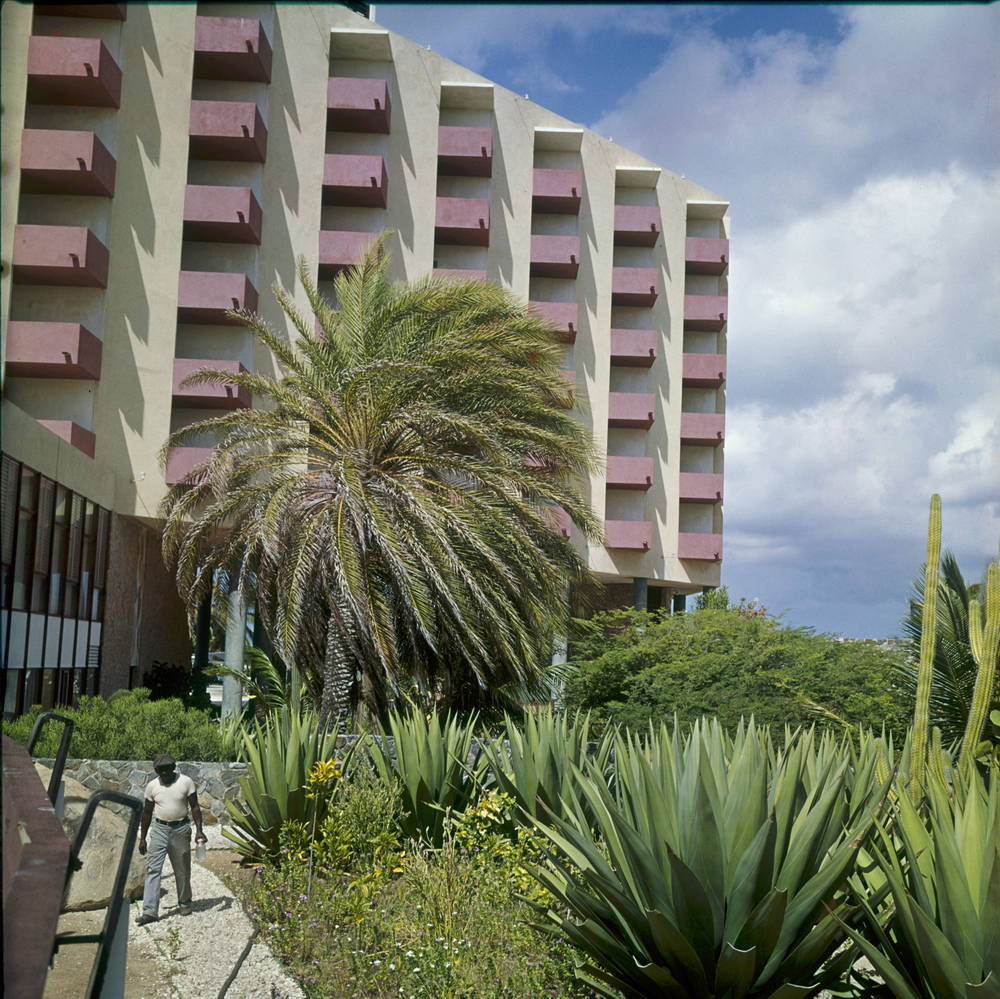
Aruba Caribbean Hotel (1964)

De Aruba Ariba cocktaildrank werd bedacht op 1 juli 1963 in het Aruba Caribbean Hotel. Tijdens een barkeepertoernooi werd de 24-jarige Juan (Jocky) Tromp, bar manager van het hotel, de winnaar met zijn creatie Aruba Ariba. Deze wordt bereid met wodka, rum, crème de banane en cucui, aangevuld met een mengsel vruchtensappen, bestaande uit ananassap, sinaasappelsap, citroensap en grenadine. In een drinkglas worden deze ingredienten gemixt met gebroken ijsklontjes, licht geroerd en boven afgewerkt met een maraschino kers en eventueel een sinasappelschijf. De cocktail is fris en verkwikkend met een hogere alcoholconcentratie dan gemiddeld. Als vervanger voor cucui kan Grand Marnier gebruikt worden. 
Jaarlijks wordt op 1 juli de uitvinding gevierd in dit hotel, dat sedert 2015 onder de naam Hilton Aruba Caribbean Resort  & Casino doorgaat.